# هرمز سیرتی
هرمز سیرتی بازیگر تئاتر ، سینما و تلویزیون متولد (۱۳۱۹ در بابل) اهل ایران است.

## زندگی‌نامه
در سال ۱۳۱۹ در شهر بابل متولد شد. از دهه چهل کار خود را آغاز کرده بود و بعدتر در کنار بازیگری در سینما و تلویزیون به بازیگری در رادیو هم پرداخت آغاز کار او در سینما از سال ۱۳۶۵ با «هشت و نیم شب» کاری از «اسماعیل رحیم زاده» بود. وی همچنان در تلاش بود تا بتواند همه عرصه‌های هنری را به نوعی تجربه کند و سال ۱۳۷۵ با همین هدف وارد رادیو شد تا بتواند به نوعی بازیگری رادیو را هم تجربه کند.

## آثار

### سینما
| تولید | عنوان        | کارگردان         |
| ----- | ------------ | ---------------- |
| ۱۳۹۲  | رنج و سرمستی | جهانگیر الماسی   |
| ۱۳۸۰  | مه بانو      | مجید بهشتی       |
| ۱۳۷۴  | قانون        | فرامرز قریبیان   |
| ۱۳۶۹  | نقش عشق      | شهریار پارسی‌پور  |
| ۱۳۶۶  | سازمان ۴     | حسن جوانبخش      |
| ۱۳۶۵  | هشت و نیم شب | اسماعیل رحیم‌زاده |
| ۱۳۵۱  | خانه قمرخانم | بهمن فرمان‌آرا    |

### تلویزیون
| تولید | عنوان              | کارگردان         |
| ----- | ------------------ | ---------------- |
| ۱۳۵۳  | سمک عیار           | باربد طاهری      |
| ۱۳۶۴  | جُنگی برای فردا     | مجید مظفری       |
| ۱۳۶۳  | پیدایش صهیونیسم    | ناصر یوسفی نژاد  |
| ۱۳۶۵  | اغر بخیر           | مجید بهشتی       |
| ۱۳۶۵  | نهضت های آزادی بخش | اسماعیل شنگله    |
| ۱۳۷۱  | حکایتی و حکمتی     | مجتبی یاسینی     |
| ۱۳۷۲  | روزها و حکمت ها    | بهرام شاه محمدلو |
| ۱۳۷۲  | باغ گیلاس          | مجید بهشتی       |
| ۱۳۷۴  | راهیان             | علی بیابانی      |
| ۱۳۷۴  | بر سر دوراهی       | مجید بهشتی       |
| ۱۳۷۵  | صید در پی صیاد     | صادق هاتفی       |
| ۱۳۷۵  | بافته‌های رنج       | مجید بهشتی       |
| ۱۳۸۰  | بازی زندگی         | مجید بهشتی       |
| ۱۳۸۶  | سایه تنهایی        | بیژن شکرریز      |
| ۱۳۹۵  | شهر قشنگ           | مهدی مظلومی      |

### تئاتر
| تولید | عنوان        | کارگردان       |
| ----- | ------------ | -------------- |
| ۱۳۴۱  | دریا روندگان | رکن‌الدین خسروی |
| ۱۳۷۱  | باغ آلبالو   | رکن‌الدین خسروی |